# Mijntje Geurts
Mijntje Geurts, née le 25 octobre 2003 à Veldhoven, est une coureuse cycliste néerlandaise.

## Biographie
À seulement 19 ans, Mijntje Geurts termine 20e de l'Amstel Gold Race et 21e de la Flèche wallonne en 2023.
Elle s'engage en 2024 avec Jumbo-Visma.

## Palmarès sur route

### Par années
- 2020
  - 6e du championnat d'Europe sur route juniors
- 2021
  - Classement général de la Bizkaikoloreak
  - 10e du championnat du monde sur route juniors
- 2025
  - 10e de la Flèche wallonne

### Résultats sur les grands tours

#### Tour d'Italie
2 participations
- 2024 : non partante (4e étape)
- 2025 : 76e

### Classements mondiaux
| Année                                 | 2022 | 2023 | 2024  |
| ------------------------------------- | ---- | ---- | ----- |
| Classement UCI                        | 751e | 536e | 1024e |
| UCI World Tour                        | 197e | 192e | 289e  |
|                                       |      |      |       |
| Légende : nc = non classéSource : UCI |      |      |       |